# 岡村 (横浜市)
岡村（おかむら、英: Okamura）は横浜市磯子区の町名。現行行政地名は岡村一丁目から岡村八丁目。住居表示実施済み区域。

## 地理
磯子区北部に位置する。町のほぼ中央、二丁目から六丁目にかけてに岡村公園、岡村天満宮、岡村梅林がある。町の南部には上大岡東にまたがる久良岐公園が広がる。
岡村はフォーク・デュオ「ゆず」の出身地であり、「岡村ムラムラブギウギ」など当地を歌った楽曲を発表している。
また、大手オフィス家具メーカの「オカムラ」の社名の由来は、この地で創業されたことから来ている。

### 面積
面積は以下の通りである。
| 丁目       | 面積（km²） |
| ---------- | ----------- |
| 岡村一丁目 | 0.185       |
| 岡村二丁目 | 0.179       |
| 岡村三丁目 | 0.153       |
| 岡村四丁目 | 0.270       |
| 岡村五丁目 | 0.123       |
| 岡村六丁目 | 0.117       |
| 岡村七丁目 | 0.170       |
| 岡村八丁目 | 0.222       |
| 計         | 1.419       |

### 地価
住宅地の地価は、2025年（令和7年）1月1日の公示地価によれば、岡村二丁目11-11の地点で17万3000円/m²、岡村五丁目9-6の地点で17万2000円/m²となっている。

## 歴史
1899年（明治32年）に、縄文時代から古墳時代にかけての複合遺跡である三殿台遺跡が発見され、1961年（昭和36年）の発掘調査ののち、国の史跡となった。竪穴建物跡などの遺構や復元建物などが現地で展示・公開されている。地名は、土地が小高い丘となっていることから採られた。

### 沿革
かつての久良岐郡禅馬村であり、のちに岡村・滝頭村・磯子村に分村した。
- 1889年（明治22年）4月1日 - 森・森中原・杉田の各村と合併、屏風浦村大字岡となる。
- 1939年（昭和14年）4月1日 - 横浜市に編入され、磯子区岡村町となった。
- 1976年（昭和51年）7月26日 - 住居表示を実施し、岡村町を廃して岡村一～八丁目が設けられた[10]。

### 町名の変遷
| 実施後     | 実施年月日                | 実施前（各町名ともその一部） |
| ---------- | ------------------------- | ---------------------------- |
| 岡村一丁目 | 1976年（昭和51年）7月26日 | 磯子町、岡村町（各一部）     |
| 岡村二丁目 | 1976年（昭和51年）7月26日 | 岡村町（一部）               |
| 岡村三丁目 | 1976年（昭和51年）7月26日 | 岡村町（一部）               |
| 岡村四丁目 | 1976年（昭和51年）7月26日 | 岡村町（一部）               |
| 岡村五丁目 | 1976年（昭和51年）7月26日 | 岡村町（一部）               |
| 岡村六丁目 | 1976年（昭和51年）7月26日 | 岡村町（一部）               |
| 岡村七丁目 | 1976年（昭和51年）7月26日 | 磯子町、岡村町（各一部）     |
| 岡村八丁目 | 1976年（昭和51年）7月26日 | 磯子町、岡村町（各一部）     |

## 世帯数と人口
2025年（令和7年）6月30日現在（横浜市発表）の世帯数と人口は以下の通りである。
| 丁目       | 世帯数    | 人口     |
| ---------- | --------- | -------- |
| 岡村一丁目 | 1,048世帯 | 2,105人  |
| 岡村二丁目 | 469世帯   | 974人    |
| 岡村三丁目 | 1,340世帯 | 2,639人  |
| 岡村四丁目 | 1,429世帯 | 3,026人  |
| 岡村五丁目 | 926世帯   | 1,782人  |
| 岡村六丁目 | 511世帯   | 1,055人  |
| 岡村七丁目 | 876世帯   | 1,914人  |
| 岡村八丁目 | 986世帯   | 2,064人  |
| 計         | 7,585世帯 | 15,559人 |

### 人口の変遷
国勢調査による人口の推移。
| 年                 | 人口   |
| ------------------ | ------ |
| 1995年（平成7年）  | 16,847 |
| 2000年（平成12年） | 16,753 |
| 2005年（平成17年） | 16,511 |
| 2010年（平成22年） | 15,945 |
| 2015年（平成27年） | 15,862 |
| 2020年（令和2年）  | 15,611 |

### 世帯数の変遷
国勢調査による世帯数の推移。
| 年                 | 世帯数 |
| ------------------ | ------ |
| 1995年（平成7年）  | 6,134  |
| 2000年（平成12年） | 6,291  |
| 2005年（平成17年） | 6,326  |
| 2010年（平成22年） | 6,428  |
| 2015年（平成27年） | 6,642  |
| 2020年（令和2年）  | 6,826  |

## 学区
市立小・中学校に通う場合、学区は以下の通りとなる（2024年11月時点）。
| 丁目       | 番地 | 小学校               | 中学校               |
| ---------- | --- | -------------------- | -------------------- |
| 岡村一丁目 | 1〜3番 5〜8番 | 横浜市立滝頭小学校   | 横浜市立岡村中学校   |
| 岡村一丁目 | 4番 9〜29番 | 横浜市立磯子小学校   | 横浜市立岡村中学校   |
| 岡村二丁目 | 1番27号 1番31号〜3番 15〜16番                                                                                        | 横浜市立磯子小学校   | 横浜市立岡村中学校   |
| 岡村二丁目 | 1番1〜26号 1番28〜30号 4〜14番 17番                                                                                  | 横浜市立岡村小学校   | 横浜市立岡村中学校   |
| 岡村三丁目 | 3〜4番 7〜25番 | 横浜市立岡村小学校   | 横浜市立岡村中学校   |
| 岡村三丁目 | 1〜2番 5〜6番 | 横浜市立滝頭小学校   | 横浜市立岡村中学校   |
| 岡村四丁目 | 全域 | 横浜市立岡村小学校   | 横浜市立岡村中学校   |
| 岡村五丁目 | 1番〜3番7号 3番12〜19号 3番21号〜5番2号 5番5号〜最終号 7番1〜8号 7番13号〜最終号 13番13・16号 14番、20番             | 横浜市立岡村小学校   | 横浜市立藤の木中学校 |
| 岡村五丁目 | 3番8〜11号 3番20号 5番3〜4号、6番 7番9〜12号 8番〜13番12号 13番14〜15・17〜最終号 15〜19番 21〜22番                  | 横浜市立藤の木小学校 | 横浜市立藤の木中学校 |
| 岡村六丁目 | 1〜2番 | 横浜市立岡村小学校   | 横浜市立岡村中学校   |
| 岡村六丁目 | 3〜17番 | 横浜市立岡村小学校   | 横浜市立藤の木中学校 |
| 岡村七丁目 | 1番1〜8号 1番22号〜3番22号 3番57〜3番64号                                                                            | 横浜市立磯子小学校   | 横浜市立岡村中学校   |
| 岡村七丁目 | 28番4・6・8号 29番7・12・14号 29番16〜18号 29番20・22号                                                              | 横浜市立山王台小学校 | 横浜市立汐見台中学校 |
| 岡村七丁目 | 32〜34番 | 横浜市立山王台小学校 | 横浜市立藤の木中学校 |
| 岡村七丁目 | 1番9〜21号 3番23〜56号 4番〜28番3号 28番5・7号 28番9号〜29番6号 29番8〜11号 29番13・15・19・21号 29番23号〜31番 35番 | 横浜市立山王台小学校 | 横浜市立岡村中学校   |
| 岡村八丁目 | 2〜15番 | 横浜市立山王台小学校 | 横浜市立藤の木中学校 |
| 岡村八丁目 | 16〜18番 | 横浜市立山王台小学校 | 横浜市立汐見台中学校 |
| 岡村八丁目 | 20番 | 横浜市立岡村小学校   | 横浜市立藤の木中学校 |
| 岡村八丁目 | 1番、19番 21〜22番                                                                                                   | 横浜市立藤の木小学校 | 横浜市立藤の木中学校 |

## 事業所
2021年（令和3年）現在の経済センサス調査による事業所数と従業員数は以下の通りである。
| 丁目       | 事業所数  | 従業員数 |
| ---------- | --------- | -------- |
| 岡村一丁目 | 45事業所  | 282人    |
| 岡村二丁目 | 19事業所  | 168人    |
| 岡村三丁目 | 40事業所  | 126人    |
| 岡村四丁目 | 38事業所  | 258人    |
| 岡村五丁目 | 46事業所  | 322人    |
| 岡村六丁目 | 38事業所  | 314人    |
| 岡村七丁目 | 33事業所  | 312人    |
| 岡村八丁目 | 29事業所  | 222人    |
| 計         | 288事業所 | 2,004人  |

### 事業者数の変遷
経済センサスによる事業所数の推移。
| 年                 | 事業者数 |
| ------------------ | -------- |
| 2016年（平成28年） | 307      |
| 2021年（令和3年）  | 288      |

### 従業員数の変遷
経済センサスによる従業員数の推移。
| 年                 | 従業員数 |
| ------------------ | -------- |
| 2016年（平成28年） | 2,009    |
| 2021年（令和3年）  | 2,004    |

## 交通
町内に鉄道は通っておらず、上大岡駅・弘明寺駅・磯子駅・根岸駅などから路線バスを利用する。

## 施設
教育機関は一丁目に横浜市立岡村中学校、四丁目に横浜市立岡村小学校、二丁目に横浜学園高等学校がある。四丁目には神奈川県立外語短期大学もあるが、2011年4月に閉学した。

## その他

### 日本郵便
- 郵便番号 : 235-0021[3]（集配局：磯子郵便局[20]）

### 警察
町内の警察の管轄区域は以下の通りである。
| 丁目       | 番・番地等 | 警察署     | 交番・駐在所 |
| ---------- | ---------- | ---------- | ------------ |
| 岡村一丁目 | 全域       | 磯子警察署 | 岡村交番     |
| 岡村二丁目 | 全域       | 磯子警察署 | 岡村交番     |
| 岡村三丁目 | 全域       | 磯子警察署 | 岡村交番     |
| 岡村四丁目 | 全域       | 磯子警察署 | 岡村交番     |
| 岡村五丁目 | 全域       | 磯子警察署 | 岡村交番     |
| 岡村六丁目 | 全域       | 磯子警察署 | 岡村交番     |
| 岡村七丁目 | 全域       | 磯子警察署 | 岡村交番     |
| 岡村八丁目 | 全域       | 磯子警察署 | 岡村交番     |

## 参考資料
- 『県別マップル 神奈川県広域・詳細道路地図』2006年4刷 昭文社 ISBN 9784398626998